# Arcugowo (przystanek kolejowy)
Arcugowo – dawny przystanek kolejowy (Gnieźnieńska Kolej Wąskotorowa) w Arcugowie, w województwie wielkopolskim, w Polsce. Oddany do użytku w 1884 roku.